# Konrad von Hochstaden
Konrad von Hochstaden, (även Hostaden), död den 28 september 1261, var en tysk greve, från 1238 ärkebiskop av Köln. Under hans tid började den berömda Kölnerdomen byggas.
Konrad förde blodiga fejder med sina grannfurstar och med staden Köln, och gjorde 1241 tillsammans med ärkebiskop Sigfrid av Mainz formligt uppror mot kejsar Fredrik II. 1242 togs han tillfånga av greve Vilhelm IV av Jülich, men frigavs efter nio månader.
Han deltog 1246 i valet av lantgreven Henrik Raspe av Thüringen till tysk kung i Fredriks ställe och understödde efter Henriks död 1247 valet av greve Vilhelm av Holland, som han krönte i Aachen den 1 november 1248, men från 1254 motarbetade. Efter Vilhelms död 1256 krönte han Rickard av Cornwallis den 17 maj 1257.